# Telogmometopius carinilabratus
Telogmometopius carinilabratus is een halfvleugelig insect uit de familie schuimcicaden (Cercopidae). De wetenschappelijke naam van deze soort is voor het eerst geldig gepubliceerd in 1988 door Chou & Wu.